# Gräsråttor
Gräsråttor (Arvicanthis) är ett släkte gnagare som förekommer i Afrika.

## Kännetecken
Med en kroppslängd mellan 11 och 20 centimeter och en svanslängd mellan 9 och 16 centimeter är de jämförelsevis stora. Arterna väger 50 till 180 g. Pälsens färg är variabel mellan ljusgrå och svartbrun, ibland med inslag av rödbrun eller olivgrön, och håren liknar borstar. Ibland går en mörkare smal strimma över djurens rygg. Undersidan är vanligen lite ljusare. Arterna har en liten tumme och vid bakfoten är den första och den femte tån liten. Antalet spenar hos honor är sex.

## Utbredning
Arterna förekommer främst i de afrikanska savannerna och i öppna skogar. De saknas i täta skogar men finns ibland i halvöknar. Stora populationer finns längd Nilens dalgång fram till flodens delta. I Etiopiens högland förekommer arterna upp till 3 700 meter över havet.

## Levnadssätt
Gräsråttor är sociala djur. De lever i grupper som vanligen består av flera hannar och honor. I vissa år ökar populationen explosionsartad. Under 1970-talet fanns till så många individer i Serengeti nationalparken att det var omöjlig att missa dem under utflykter. Kvarlevorna av många överkörda individer låg på vägarna och de överlevande åt av dessa. 1976 fanns en liknande ökning i Sahel men redan 1977 gick beståndet tillbaka.
Gräsråttor kan para sig hela året men vanligen sker under den torra tiden ett mindre antal födelser. I genomsnitt föds fem ungdjur åt gången. Dessa dias tre veckor och efter tre månader är ungdjuren könsmogna. Honor stannar vanligen i gruppen där de blev född men hannar letar efter andra grupper. Individer i fångenskap blev upp till 6 år gamla men i naturen är livslängden mycket kortare. Den uppskattas med tio månader med ett maximum på tjugo månader.
Dessa djur skapar underjordiska bon och ingången ligger oftast bland trädens eller buskarnas rötter eller i termitbon. Gräsråttor är i huvudsak växtätare som livnär sig av gräs, blad och frön. I undantagsfall äter de även insekter.
På grund av arternas stora bestånd utgör de ett viktigt byte åt andra djur. De jagas bland annat av tornugglor, vråkar, ormar, manguster och schakaler.

## Systematik
Antalet arter är inte helt utredd. Medan några zoologer sammanfattar alla populationer till en enda art, Arvicanthis niloticus, skiljer Wilson & Reeder (2005) samt IUCN mellan sju arter:
- Arvicanthis abyssinicus, Etiopien
- Arvicanthis ansorgei, från Burkina Faso till Atlanten
- Arvicanthis blicki, Etiopien
- Arvicanthis nairobae, Kenya, Tanzania
- Arvicanthis neumanni, Etiopien, Somalia, Tanzania
- Arvicanthis niloticus, västra och östra Afrika, Sahel, Nilens dalgång, Jemen
- Arvicanthis rufinus, västra Afrika vid Guineabukten

## Gräsråttor och människor
I hela utbredningsområdet ses gräsråttor som skadedjur för jordbruket. Under år med stora populationer kan de förstöra en stor del av skörden. Dessutom ska de överföra sjukdomar. I Egypten nämns de som ansvarig för pestens utbredning under gamla tider.